# カーター・スチュワート
スコット・カーター・スチュワート・ジュニア（Scott Carter Stewart Jr.、1999年11月2日 - ）は、アメリカ合衆国フロリダ州メルボルン出身のプロ野球選手（投手）。右投右打。福岡ソフトバンクホークス所属。
NPBでの登録名は「C.スチュワート・ジュニア」だが、スコアボード等で「スチュワートJr.」の表記が用いられることもある。

## 経歴

### プロ入り前
4歳のときに野球を始めた。
オー・ガリー高校3年時（2017年）に11勝2敗・防御率0.81、69回2/3を投げて104奪三振を記録し、ペトコ・パークで開催されたパーフェクトゲームオールアメリカンクラシックにも参加した。
4年時（2018年）は6勝2敗・防御率0.91、61回2/3を投げて128奪三振を記録し、フロリダ州の「Gatorade Baseball Player of the Year」に選出。また、球速が平均92〜94mph・最速98mphまで向上したこともあり、トップ・プロスペクト（有望株）としてMLBのスカウトからも注目を集めた。
高校卒業時（同年6月）に開催されたMLBドラフト会議にて、アトランタ・ブレーブスから1巡目（全体8位）で指名されたが、指名後の身体検査で右手首の懸念が判明。498万ドルとされていたブレーブスとの契約金は200万ドルに減額提示となり、契約期限の7月6日までに入団へ合意しなかった。破談の要因となった右手首は9歳のとき、スケートボード中に負傷したことがあり、本人は「長年、気にしていなかった。ゴルフのスイングに影響した時期があったけど、野球ではそんなことなかったから」と話した。
その後は東フロリダ州立短期大学へ進学し、NJCAAに所属するEFSCタイタンズで公式戦13試合に先発登板。2勝2敗・防御率1.70、74回1/3を投げて108奪三振を記録した。

### ソフトバンク時代
2019年5月25日、NPBの福岡ソフトバンクホークスへの入団に合意した。6月1日に来日し、同3日に入団会見が行われた。背番号は2、背ネームは「STEWART JR.」。
7月9日の三軍戦（九州三菱自動車硬式野球部とのプロアマ交流戦）で実戦デビュー。来日1年目は三軍が主戦場となり、主に先発として10試合に登板したが、4勝3敗・防御率4.36、43回1/3を投げて被安打41・与四死球28・奪三振48という成績であった。特に4回6失点と炎上した8月17日の三軍戦（亜細亜大学とのプロアマ交流戦）を入来祐作三軍投手コーチは「いわゆる日本の野球にやられました。しっかり四球を選んで、走ってきたり」「狙い球や走塁面の作戦をチームとしてあれほど徹底する野球というのは、彼は初めて経験したんじゃないですかね」と振り返った。キャッチボールではクイックモーションの動作を懸命に繰り返していたが、ファーム施設でリハビリ組を指導していた斉藤学（後の一軍投手コーチ）は「1年目から十分に通用する力は持っていたと思います。でも、日本の野球に適応させようとし過ぎて全てを狂わせてしまった」と話した。秋にはフェニックスリーグで2試合に登板し、10月27日に帰国した。
2020年は1月29日に来日し、3月には一軍の練習試合にも先発登板したが、新型コロナウイルスの影響で一軍二軍ともに公式戦開幕が6月19日へ延期となった。5月30日の紅白戦に2イニング予定で登板したが、打球が右足に直撃し、1イニングで降板。6月13日のファーム練習試合で実戦復帰し、同20日の二軍戦でリリーフとしてNPB公式戦初登板を果たした。続く6月24日の二軍戦では5回1失点と好投し、NPB公式戦初先発初勝利。その後もファームで実戦登板を重ね、この年はウエスタン・リーグ（二軍）で15試合に登板し、3勝7敗・防御率4.16を記録。また、三軍では7試合に登板し、2勝0敗・防御率1.95を記録した。
2021年は二軍で好投を続けると、4月16日にリリーフとして出場選手登録。翌17日の埼玉西武ライオンズ戦で6点リードの9回裏からプロ初登板を果たし、1回1四球2奪三振無失点に抑えた。この試合を含めて4試合にリリーフ登板したが、計5回1/3で9四球を与えるなど、制球に苦しみ、0勝0敗・防御率10.13という成績で5月13日に出場選手登録を抹消された。7月15日に開催されたフレッシュオールスターに選出されるなど、ウエスタン・リーグでは主に先発として10試合に登板し、防御率1.47を記録すると、一軍では和田毅の離脱があり、8月15日の北海道日本ハムファイターズ戦でプロ初先発。勝敗こそ付かなかったが、5回無安打1死球9奪三振無失点の快投を見せた。その後は同22日の千葉ロッテマリーンズ戦に先発→3試合にリリーフ登板→9月15日のロッテ戦に先発。同18日に出場選手登録を抹消され、10月2日のオリックス・バファローズ戦に先発したが、打者8人に対して2安打4四球、2/3回を4失点（自責点3）で敗戦投手。翌3日の登録抹消以降の一軍登板はなく、この年は11試合（4先発）の登板で0勝2敗1ホールド・防御率6.08という成績であった。
2022年は春季キャンプ中に腹直筋を痛め、5月14日の三軍戦で実戦復帰。ウエスタン・リーグでは14試合に登板して3勝5敗1セーブ・防御率3.19、53回2/3を投げて42四球と制球に苦しみ、この年の一軍登板は無かった。シーズン終了後にはプエルトリコのウィンターリーグに参加したが、体調不良により途中帰国した。
2023年も腹直筋を痛めてリハビリした時期があり出遅れたが、二軍で4試合に登板して防御率1.17を記録すると、一軍先発陣に離脱や不振が相次いだチーム事情もあり、6月18日の阪神タイガース戦でシーズン初登板初先発。624日ぶりの一軍登板となり、勝敗こそ付かなかったが、5回1/3を無失点と好投した。その後は、7人で先発ローテーションを回すチーム構想で登録抹消された期間もありながら、4先発で防御率1.99と好投を続けたが、打線の援護がなく、0勝2敗と白星に恵まれなかった。7月26日のオリックス戦でも6回6安打1四球6奪三振1失点（自責点0）と好投し、来日5年目でプロ初勝利を挙げた。その後も、前述のチーム構想で登録抹消された期間がありながら、先発ローテーションを守り、この年は14試合の先発登板で3勝6敗・防御率3.38を記録。ポストシーズンでは、ロッテとのCSファーストステージ初戦の先発を任されたが、2回1/3を2安打3四球4失点（自責点3）で敗戦投手となった。
2024年1月8日、球団との契約期間を2025年シーズンより2年間延長することに合意した。レギュラーシーズンでは自身初の開幕ローテーション入りを果たし、チームの投手運用で4度の登録抹消がありながら、交流戦終了時点では7試合に先発登板し、1勝2敗・防御率2.09を記録。リーグ戦再開初戦となる6月21日のロッテ戦に先発して以降は自身6連勝を記録するなど、登録抹消されることなく先発ローテーションを守った。この年は規定投球回未到達ながら、20試合の先発登板で9勝4敗・防御率1.95と好成績を残し、チーム4年ぶりのリーグ優勝に大きく貢献。ポストシーズンでは、日本ハムとのCSファイナルステージ第3戦に先発し、5回2失点で勝利投手となった。横浜DeNAベイスターズとの日本シリーズ第3戦にも先発し、4回1失点で降板。さらに中4日で第6戦にリリーフ登板したが、打者6人に対して3安打2四球の乱調で、1/3回を5失点であった。
2025年、前年のシーズン終了後に小久保裕紀監督から開幕ローテーション当確が明言されていたものの、春季キャンプ中に左腹直筋を痛め、2月12日からリハビリ組に移った。4月8日にリハビリなどのため一時帰国することが報じられた。5月24日に再来日し、リハビリ組に合流した。実戦登板は7月下旬以降の見込みであると併せて報じられた。

## 選手としての特徴
| 球種         | 配分 % | 平均球速 km/h | 被打率 |
| ------------ | ------ | ------------- | ------ |
| ストレート   | 46.7   | 152.5         | .225   |
| スプリット   | 23.8   | 135.3         | .085   |
| カットボール | 15.8   | 139.8         | .265   |
| カーブ       | 13.7   | 123.9         | .200   |

投球フォームはオーバースロー。最速160km/h、最高回転数は2700rpmを超えることもある力強いストレートが武器。変化球はカーブ・カットボール・スプリットなどを投じる。
コントロールと走者を置いた場面での投球に課題を抱えている。

## 人物
愛称は「ジュニア」。
スポーツ万能であり、野球以外にもバスケットボールやサッカー、ボウリングも得意。特に3歳から始めたゴルフはベストスコア65を誇り、ドライバーでは360ヤードを飛ばし、ゴルフ選手として大学から勧誘されたこともあった。
代理人はスコット・ボラス。ソフトバンク入団時の担当スカウトは元投手のマット・スクルメタで、自宅の近くに住むスチュワート一家と親交があることから、スチュワートを13歳の頃から指導していたという。
来日当初は、田之上慶三郎二軍投手コーチ（当時）が「入ってきた時は自信満々。『俺はいつでも一軍で投げられるぞ』という感じだった」と振り返り、登板後に話しかけた際、スチュワートは両肘を後ろに掛け、座りながら話を聞き、自分を否定する言葉には耳を貸さなかったという。また、初のキャンプ参加となった2020年春季キャンプでは、12分間走で多くの選手が3000m近くを走る中、スチュワートは1000m付近で足を止めるなど、後に本人も「自分が日本に来た時は、精神的にも肉体的にも、まだいろんな意味でも幼かったと思う」と振り返った。
ただ、当時の同僚で長年NPBで活躍したデニス・サファテから「日本でプレーするなら、日本の環境に慣れた方がいい」とアドバイスされたなど、同僚になった外国人選手との出会いが転機となり、苦手なランニングメニューも黙々とこなすようになった。また、食生活も元々シーフードが苦手な上、ラーメンやうどんも口に合わず、来日当初は日本食を受け入れられなかったものの、魚介類を除いた様々な日本食に挑戦するようになった。さらに2021年頃からは、日本語を自分から話すようになり、2023年にプロ初勝利を挙げてヒーローインタビューを受けた際には「皆さんありがとうございます。ガチで頑張ります！」と流暢になった日本語で喜びを表現した。

## 詳細情報

### 年度別投手成績
| 年 度     | 球 団        | 登 板 | 先 発 | 完 投 | 完 封 | 無 四 球 | 勝 利 | 敗 戦 | セ 丨 ブ | ホ 丨 ル ド | 勝 率 | 打 者 | 投 球 回 | 被 安 打 | 被 本 塁 打 | 与 四 球 | 敬 遠 | 与 死 球 | 奪 三 振 | 暴 投 | ボ 丨 ク | 失 点 | 自 責 点 | 防 御 率 | W H I P |
| --------- | ------------ | ----- | ----- | ----- | ----- | -------- | ----- | ----- | -------- | ----------- | ----- | ----- | -------- | -------- | ----------- | -------- | ----- | -------- | -------- | ----- | -------- | ----- | -------- | -------- | ------- |
| 2021      | ソフトバンク | 11    | 4     | 0     | 0     | 0        | 0     | 2     | 0        | 1           | .000  | 112   | 23.2     | 21       | 0           | 21       | 0     | 1        | 36       | 4     | 0        | 18    | 16       | 6.08     | 1.77    |
| 2023      | ソフトバンク | 14    | 14    | 0     | 0     | 0        | 3     | 6     | 0        | 0           | .333  | 344   | 77.1     | 70       | 7           | 42       | 0     | 1        | 67       | 3     | 0        | 31    | 29       | 3.38     | 1.45    |
| 2024      | ソフトバンク | 20    | 20    | 0     | 0     | 0        | 9     | 4     | 0        | 0           | .692  | 485   | 120.0    | 79       | 6           | 51       | 0     | 5        | 105      | 2     | 0        | 29    | 26       | 1.95     | 1.08    |
| 通算：3年 | 通算：3年    | 45    | 38    | 0     | 0     | 0        | 12    | 12    | 0        | 1           | .500  | 941   | 221.0    | 170      | 13          | 114      | 0     | 7        | 208      | 9     | 0        | 78    | 71       | 2.89     | 1.29    |

- 2024年度シーズン終了時

### 年度別守備成績
| 年 度 | 球 団        | 投手  | 投手  | 投手  | 投手  | 投手  | 投手     |
| 年 度 | 球 団        | 試 合 | 刺 殺 | 補 殺 | 失 策 | 併 殺 | 守 備 率 |
| ----- | ------------ | ----- | ----- | ----- | ----- | ----- | -------- |
| 2021  | ソフトバンク | 11    | 0     | 0     | 1     | 0     | .000     |
| 2023  | ソフトバンク | 14    | 5     | 8     | 1     | 0     | .929     |
| 2024  | ソフトバンク | 20    | 10    | 3     | 0     | 0     | 1.000    |
| 通算  | 通算         | 45    | 15    | 11    | 2     | 0     | .929     |

- 2024年度シーズン終了時

### 記録
初記録
投手記録
- 初登板：2021年4月17日、対埼玉西武ライオンズ5回戦（メットライフドーム）、9回裏に4番手で救援登板・完了、1回無失点[33]
- 初奪三振：同上、9回裏に西川愛也から空振り三振[105]
- 初先発登板：2021年8月15日、対北海道日本ハムファイターズ17回戦（福岡PayPayドーム）、5回無安打無失点で勝敗つかず[40]
- 初ホールド：2021年9月5日、対オリックス・バファローズ20回戦（福岡PayPayドーム）、6回表に2番手で救援登板、3回2失点[43]
- 初勝利・初先発勝利：2023年7月26日、対オリックス・バファローズ17回戦（京セラドーム大阪）、6回6安打1失点（自責点0）[62]

打撃記録
- 初打席：2023年6月18日、対阪神タイガース3回戦（阪神甲子園球場）、2回表に才木浩人から空振り三振

### 背番号
- 2（2019年[16] - ）

### 登場曲
- 「The Box」Robby Ricch（2020年）
- 「Inferno」Mrs. GREEN APPLE（2020年 ）
- 「Come & Go」Juice WRLD ft. Marshmello（2021年 - ）
- 「Candy Paint」Post Malone（2021年 - ）